# لیلا میلانی
لیلا میلانی (به انگلیسی: Leyla Milani) (زادهٔ ۲ آوریل ۱۹۸۲) مانکن، طراح مد و بازیگر کانادایی ایرانی تبار می‌باشد.
وی تاکنون در چند برنامه تلویزیونی در شبکه‌های اِن‌بی‌سی و فاکس نیوز مشارکت داشته‌است.